# 朝地駅
朝地駅（あさじえき）は、大分県豊後大野市朝地町坪泉にある、九州旅客鉄道（JR九州）豊肥本線の駅である。

## 歴史
- 1923年（大正12年）12月20日：鉄道省（後に日本国有鉄道）犬飼線が緒方駅から延伸された際の終着駅として開業[2][4][3]。
- 1924年（大正13年）
  - 3月10日：当駅始発列車の蒸気機関車（1413号）のボイラーが破裂し、乗務員3名が負傷する事故が起きる[5][6]。
  - 10月15日：犬飼線が豊後竹田駅まで延伸され[4]、途中駅となる。
- 1928年（昭和3年）12月2日：路線名改称に伴い、豊肥本線の駅となる[4]。
- 1971年（昭和46年）10月1日：貨物取扱廃止[3][7]。
- 1972年（昭和47年）3月1日：業務委託化[7]。
- 1983年（昭和58年）11月30日：下郡信号場 - 南熊本間のCTC化に伴い、無人化（簡易委託化）[8]。荷物扱い廃止[9]。
- 1987年（昭和62年）4月1日：国鉄分割民営化により九州旅客鉄道が継承[4][3]。
- 1993年（平成5年）4月30日：木造平屋建て駅舎に駅舎改築（総工費2500万円）[10]。

## 駅構造
単式ホーム1面1線を有する地上駅。かつては相対式ホーム2面2線を有しており、駅舎の反対側にホーム跡が残る。
構内にはかつてのギャラリー跡に、コンビニエンスストア形式の売店が2005年から朝地商工会により運営されていたが、2016年2月現在、観光案内所となっている。無人駅化後、簡易委託による乗車券発売が続けられてきたが、2005年秋頃に取扱を廃止している。

## 利用状況
- 2015年度の1日平均乗車人員は89人（前年度比+8人）である。

| 乗車人員推移 | 乗車人員推移 |
| 年度         | 1日平均人数  |
| ------------ | ------------ |
| 2000         | 134          |
| 2001         | 120          |
| 2002         | 100          |
| 2003         | 95           |
| 2004         | 107          |
| 2005         | 99           |
| 2006         | 75           |
| 2007         | 67           |
| 2008         | 79           |
| 2009         | 84           |
| 2010         | 86           |
| 2011         | 99           |
| 2012         | 93           |
| 2013         | 83           |
| 2014         | 81           |
| 2015         | 89           |

## 駅周辺
駅周辺は旧・朝地町の中心にあたる。
- 豊後大野市朝地支所
- 豊後大野市立朝地中学校
- 豊後大野市立朝地小学校
- 朝地郵便局
- 普光寺磨崖仏
- 朝倉文夫記念館

## バス路線
最寄りのバス停留所は駅南側に位置する農協前バス停、および駅から離れた大分県道57号竹田犬飼線上の朝地駅前バス停となる。
農協前
- 豊後大野市コミュニティバス
  - 朝地町コミュニティバス

朝地駅前
- 大野竹田バス
  - 玉来～朝地～田中線：玉来行き/田中行き （平日1往復のみ運行）

## 隣の駅
九州旅客鉄道（JR九州）
■豊肥本線
■普通
緒方駅 - 朝地駅 - 豊後竹田駅